# Norge i Eurovision Song Contest
Norge debuterede i Eurovision Song Contest i 1960 og har siden deltaget hvert år, bortset fra i 1970, hvor de boykottede konkurrencen pga. uenighed om afstemningen, samt i 2002, hvor de måtte sidde over pga. en dårlig placering året før.
Norge har vundet tre gange, i 1985 med "La det swinge", sunget af Bobbysocks, i 1995 med "Nocturne", fremført af Secret Garden, samt i 2009 med "Fairytale", sunget af Alexander Rybak, sidstnævnte med det højeste antal points i konkurrencens historie. På trods af dette er Norge også det land, der har scoret nul points flest gange, nemlig fire gange (1963, 1978, 1981 og 1997). Derudover er Norge det land, der er kommet sidst i konkurrencen flest gange, nemlig 11.
I 2013 fik Norge sit bedste resultat siden 2009, nemlig en 4. Plads. Sangen hed "I feed you my love" sunget af Margaret Berger.

## Repræsentant
Nøgle
     Vinder
     Anden plads
     Tredje plads
     Sidste plads
     Deltager valgt, men konkurrerede ikke
| År                 | Artist                                      | Sang                               | Sprog            | Oversættelse                       | Finale             | Point              | Semi                        | Point                       |
| ------------------ | ------------------------------------------- | ---------------------------------- | ---------------- | ---------------------------------- | ------------------ | ------------------ | --------------------------- | --------------------------- |
| 1960               | Nora Brockstedt                             | "Voi voi"                          | Norsk            | Oh kære                            | 4                  | 11                 | Ingen semifinaler           | Ingen semifinaler           |
| 1961               | Nora Brockstedt                             | "Sommer i Palma"                   | Norsk            | —                                  | 7                  | 10                 | Ingen semifinaler           | Ingen semifinaler           |
| 1962               | Inger Jacobsen                              | "Kom sol, kom regn"                | Norsk            | —                                  | 10                 | 2                  | Ingen semifinaler           | Ingen semifinaler           |
| 1963               | Anita Thallaug                              | "Solhverv"                         | Norsk            | —                                  | 13                 | 0                  | Ingen semifinaler           | Ingen semifinaler           |
| 1964               | Arne Bendiksen                              | "Spiral"                           | Norsk            | —                                  | 8                  | 6                  | Ingen semifinaler           | Ingen semifinaler           |
| 1965               | Kirsti Sparboe                              | "Karusell"                         | Norsk            | Karrusel                           | 13                 | 1                  | Ingen semifinaler           | Ingen semifinaler           |
| 1966               | Åse Kleveland                               | "Intet er nytt under solen"        | Norsk            | Intet er nyt under solen           | 3                  | 15                 | Ingen semifinaler           | Ingen semifinaler           |
| 1967               | Kirsti Sparboe                              | "Dukkemann"                        | Norsk            | Dukkemand                          | 14                 | 2                  | Ingen semifinaler           | Ingen semifinaler           |
| 1968               | Odd Børre                                   | "Stress"                           | Norsk            | —                                  | 13                 | 2                  | Ingen semifinaler           | Ingen semifinaler           |
| 1969               | Kirsti Sparboe                              | "Oj, oj, oj, så glad jeg skal bli" | Norsk            | Oh, oh, oh, så glad jeg skal blive | 16                 | 1                  | Ingen semifinaler           | Ingen semifinaler           |
| Deltog ikke i 1970 |                                             |                                    |                  |                                    |                    |                    |                             |                             |
| 1971               | Hanne Krogh                                 | "Lykken er"                        | Norsk            | —                                  | 17                 | 65                 | Ingen semifinaler           | Ingen semifinaler           |
| 1972               | Grethe Kausland & Benny Borg                | "Småting"                          | Norsk            | —                                  | 14                 | 73                 | Ingen semifinaler           | Ingen semifinaler           |
| 1973               | Bendik Singers                              | "It's Just A Game"                 | Engelsk, fransk  | Det er bare en leg                 | 7                  | 89                 | Ingen semifinaler           | Ingen semifinaler           |
| 1974               | Anne Karine Strøm                           | "The First Day of Love"            | Engelsk          | Kærlighedens første dag            | 14                 | 3                  | Ingen semifinaler           | Ingen semifinaler           |
| 1975               | Ellen Nikolaysen                            | "Touch My Life (With Summer)"      | Engelsk          | Rør mit liv (med sommer)           | 18                 | 11                 | Ingen semifinaler           | Ingen semifinaler           |
| 1976               | Anne Karine Strøm                           | "Mata Hari"                        | Engelsk          | —                                  | 18                 | 7                  | Ingen semifinaler           | Ingen semifinaler           |
| 1977               | Anita Skorgan                               | "Casanova"                         | Norsk            | —                                  | 14                 | 18                 | Ingen semifinaler           | Ingen semifinaler           |
| 1978               | Jahn Teigen                                 | "Mil etter mil"                    | Norsk            | Mil efter mil                      | 20                 | 0                  | Ingen semifinaler           | Ingen semifinaler           |
| 1979               | Anita Skorgan                               | "Oliver"                           | Norsk            | —                                  | 11                 | 57                 | Ingen semifinaler           | Ingen semifinaler           |
| 1980               | Sverre Kjelsberg & Mattis Hætta             | "Sámiid ædnan"                     | Norsk            | Samisk jord                        | 16                 | 15                 | Ingen semifinaler           | Ingen semifinaler           |
| 1981               | Finn Kalvik                                 | "Aldri i livet"                    | Norsk            | Aldrig i livet                     | 20                 | 0                  | Ingen semifinaler           | Ingen semifinaler           |
| 1982               | Jahn Teigen & Anita Skorgan                 | "Adieu"                            | Norsk            | Farvel                             | 12                 | 40                 | Ingen semifinaler           | Ingen semifinaler           |
| 1983               | Jahn Teigen                                 | "Do Re Mi"                         | Norsk            | C, D, E (toner)                    | 9                  | 53                 | Ingen semifinaler           | Ingen semifinaler           |
| 1984               | Dollie de Luxe                              | "Lenge leve livet"                 | Norsk            | Længe leve livet                   | 17                 | 29                 | Ingen semifinaler           | Ingen semifinaler           |
| 1985               | Bobbysocks                                  | "La det swinge"                    | Norsk            | Lad det swinge                     | 1                  | 123                | Ingen semifinaler           | Ingen semifinaler           |
| 1986               | Ketil Stokkan                               | "Romeo"                            | Norsk            | —                                  | 12                 | 44                 | Ingen semifinaler           | Ingen semifinaler           |
| 1987               | Kate Gulbrandsen                            | "Mitt liv"                         | Norsk            | Mit liv                            | 9                  | 65                 | Ingen semifinaler           | Ingen semifinaler           |
| 1988               | Karoline Krüger                             | "For vår jord"                     | Norsk            | For vor jord                       | 5                  | 88                 | Ingen semifinaler           | Ingen semifinaler           |
| 1989               | Britt Synnøve                               | "Venners nærhet"                   | Norsk            | Venners nærhed                     | 17                 | 30                 | Ingen semifinaler           | Ingen semifinaler           |
| 1990               | Ketil Stokkan                               | "Brandenburger Tor"                | Norsk            | —                                  | 21                 | 8                  | Ingen semifinaler           | Ingen semifinaler           |
| 1991               | Just 4 Fun                                  | "Mrs. Thompson"                    | Norsk            | Frk. Thompson                      | 17                 | 14                 | Ingen semifinaler           | Ingen semifinaler           |
| 1992               | Merethe Trøan                               | "Visjoner"                         | Norsk            | Visioner                           | 18                 | 23                 | Ingen semifinaler           | Ingen semifinaler           |
| 1993               | Silje Vige                                  | "Alle mine tankar"                 | Norsk            | Alle mine tanker                   | 5                  | 120                | Kvalifikacija za Millstreet | Kvalifikacija za Millstreet |
| 1994               | Elisabeth Andreassen & Jan Werner Danielsen | "Duett"                            | Norsk            | Duet                               | 6                  | 76                 | Ingen semifinaler           | Ingen semifinaler           |
| 1995               | Secret Garden                               | "Nocturne"                         | Norsk            | —                                  | 1                  | 148                | Ingen semifinaler           | Ingen semifinaler           |
| 1996               | Elisabeth Andreassen                        | "I evighet"                        | Norsk            | I evighed                          | 2                  | 114                | Værtsland                   | Værtsland                   |
| 1997               | Tor Endresen                                | "San Francisco"                    | Norsk            | —                                  | 24                 | 0                  | Ingen semifinaler           | Ingen semifinaler           |
| 1998               | Lars Fredriksen                             | "Alltid sommer"                    | Norsk            | Altid sommer                       | 8                  | 79                 | Ingen semifinaler           | Ingen semifinaler           |
| 1999               | Stig van Eijk                               | "Living My Life Without You"       | Engelsk          | Lever mit liv uden dig             | 14                 | 35                 | Ingen semifinaler           | Ingen semifinaler           |
| 2000               | Charmed                                     | "My Heart Goes Boom"               | Engelsk          | Mit hjerte siger boom              | 11                 | 57                 | Ingen semifinaler           | Ingen semifinaler           |
| 2001               | Haldor Lægreid                              | "On My Own"                        | Engelsk          | På egen hånd                       | 22                 | 3                  | Ingen semifinaler           | Ingen semifinaler           |
| Deltog ikke i 2002 |                                             |                                    |                  |                                    |                    |                    |                             |                             |
| 2003               | Jostein Hasselgård                          | "I'm Not Afraid To Move On"        | Engelsk          | Jeg er ikke bange for at fortsætte | 4                  | 123                | Ingen semifinaler           | Ingen semifinaler           |
| 2004               | Knut Anders Sørum                           | "High"                             | Engelsk          | Høj                                | 24                 | 3                  | Top 10 året før             | Top 10 året før             |
| 2005               | Wig Wam                                     | "In My Dreams"                     | Engelsk          | I mine drømme                      | 9                  | 125                | 6                           | 164                         |
| 2006               | Christine Guldbrandsen                      | "Alvedansen"                       | Norsk            | —                                  | 14                 | 36                 | Top 10 året før             | Top 10 året før             |
| 2007               | Guri Schanke                                | "Ven a bailar conmigo"             | Engelsk          | Kom og dans med mig                | Ikke kvalificeret  | Ikke kvalificeret  | 18                          | 48                          |
| 2008               | Maria Haukaas Storeng                       | "Hold On Be Strong"                | Engelsk          | Bliv ved vær stærk                 | 5                  | 182                | 4                           | 106                         |
| 2009               | Alexander Rybak                             | "Fairytale"                        | Engelsk          | Eventyr                            | 1                  | 387                | 1                           | 201                         |
| 2010               | Didrik Solli-Tangen                         | "My Heart Is Yours"                | Engelsk          | Mit hjerte er dit                  | 20                 | 35                 | Værtsland                   | Værtsland                   |
| 2011               | Stella Mwangi                               | "Haba Haba"                        | Engelsk, swahili | Lidt efter lidt                    | Ikke kvalificeret  | Ikke kvalificeret  | 17                          | 30                          |
| 2012               | Tooji                                       | "Stay"                             | Engelsk          | Bliv                               | 26                 | 7                  | 10                          | 45                          |
| 2013               | Margaret Berger                             | "I Feed You My Love"               | Engelsk          | Jeg giver dig min kærlighed        | 4                  | 191                | 3                           | 120                         |
| 2014               | Carl Espen                                  | "Silent Storm"                     | Engelsk          | Stille storm                       | 8                  | 88                 | 6                           | 77                          |
| 2015               | Mørland & Debrah Scarlett                   | "A Monster Like Me"                | Engelsk          | Et monster som mig                 | 8                  | 102                | 4                           | 123                         |
| 2016               | Agnete                                      | "Icebreaker"                       | Engelsk          | Isbryder                           | Ikke kvalificeret  | Ikke kvalificeret  | 13                          | 63                          |
| 2017               | JOWST feat. Aleksander Walmann              | "Grab The Moment"                  | Engelsk          | Grib øjeblikket                    | 10                 | 158                | 5                           | 189                         |
| 2018               | Alexander Rybak                             | "That's How You Write a Song"      | Engelsk          | Sådan skriver du en sang           | 15                 | 144                | 1                           | 266                         |
| 2019               | KEiiNO                                      | "Spirit in the Sky"                | Engelsk          | Ånd i himlen                       | 6                  | 331                | 7                           | 210                         |
| 2020               | Ulrikke Brandstorp                          | "Attention"                        | Engelsk          | Opmærksomhed                       | Konkurrence aflyst | Konkurrence aflyst | Konkurrence aflyst          | Konkurrence aflyst          |
| 2021               | Tix                                         | "Fallen Angel"                     | Engelsk          | Falden engel                       | 18                 | 75                 | 10                          | 115                         |
| 2022               | Subwoolfer                                  | "Give That Wolf A Banana"          | Engelsk          | Giv den ulv en banan               | 10                 | 182                | 6                           | 177                         |
| 2023               | Alessandra                                  | "Queen of Kings"                   | Engelsk          | Dronning af konger                 | 5                  | 268                | 6                           | 102                         |
| 2024               | Gåte                                        | "Ulveham"                          | Norsk            | Ulvehud                            | 25                 | 16                 | 10                          | 43                          |
| 2025               | Kyle Alessandro                             | "Lighter"                          | Engelsk          | Ildtænder                          | 18                 | 89                 | 8                           | 82                          |

## Pointstatistik (1960-2025)

### Flest point til og fra - top 5
NB: Kun point givet i finalerne er talt med.
| Norge har givet flest point til | Norge har givet flest point til | Norge har givet flest point til |
| Placering                       | Land                            | Point                           |
| ------------------------------- | ------------------------------- | ------------------------------- |
| 1                               | Sverige                         | 452                             |
| 2                               | Danmark                         | 221                             |
| 3                               | Frankrig                        | 202                             |
| 4                               | Storbritannien                  | 182                             |
| 5                               | Irland                          | 174                             |

| Norge har modtaget flest point fra | Norge har modtaget flest point fra | Norge har modtaget flest point fra |
| Placering                          | Land                               | Point                              |
| ---------------------------------- | ---------------------------------- | ---------------------------------- |
| 1                                  | Sverige                            | 271                                |
| 2                                  | Danmark                            | 209                                |
| 3                                  | Island                             | 196                                |
| 4                                  | Irland                             | 180                                |
| 5                                  | Finland                            | 167                                |

### 12 point til og fra
NB: Kun 12 point givet i finalerne er talt med.
| Norge har modtaget 12 point fra | Norge har modtaget 12 point fra | Norge har modtaget 12 point fra                                                 |
| År                              | Jury | Televoting                                                                      |
| ------------------------------- | --- | ------------------------------------------------------------------------------- |
| 1985                            | Belgien, Danmark, Irland, Israel, Storbritannien, Sverige, Tyskland, Østrig                                                                       | Ingen separat televoting                                                        |
| 1988                            | Storbritannien | Ingen separat televoting                                                        |
| 1993                            | Finland, Grækenland, Kroatien | Ingen separat televoting                                                        |
| 1995                            | Grækenland, Island, Polen, Portugal, Rusland, Tyrkiet                                                                                             | Ingen separat televoting                                                        |
| 1998                            | Sverige | Ingen separat televoting                                                        |
| 2003                            | Irland, Island, Sverige | Ingen separat televoting                                                        |
| 2005                            | Danmark, Finland, Island | Ingen separat televoting                                                        |
| 2008                            | Finland, Sverige | Ingen separat televoting                                                        |
| 2009                            | Danmark, Estland, Holland, Hviderusland, Island, Israel, Letland, Litauen, Polen, Rusland, Slovenien, Spanien, Sverige, Tyskland, Ukraine, Ungarn | Ingen separat televoting                                                        |
| 2013                            | Danmark, Finland, Sverige | Ingen separat televoting                                                        |
| 2017                            | Tyskland | Modtog ikke 12 point                                                            |
| 2018                            | Italien | Modtog ikke 12 point                                                            |
| 2019                            | Modtog ikke 12 point | Australien, Danmark, Holland, Irland, Island, Storbritannien, Sverige, Tyskland |
| 2023                            | Modtog ikke 12 point | Finland                                                                         |

| Norge har givet 12 point til | Norge har givet 12 point til | Norge har givet 12 point til |
| År                           | Jury                         | Televoting                   |
| ---------------------------- | ---------------------------- | ---------------------------- |
| 1975                         | Holland                      | Ingen separat televoting     |
| 1976                         | Storbritannien               | Ingen separat televoting     |
| 1977                         | Irland                       | Ingen separat televoting     |
| 1978                         | Irland                       | Ingen separat televoting     |
| 1979                         | Israel                       | Ingen separat televoting     |
| 1980                         | Irland                       | Ingen separat televoting     |
| 1981                         | Schweiz                      | Ingen separat televoting     |
| 1982                         | Cypern                       | Ingen separat televoting     |
| 1983                         | Sverige                      | Ingen separat televoting     |
| 1984                         | Danmark                      | Ingen separat televoting     |
| 1985                         | Sverige                      | Ingen separat televoting     |
| 1986                         | Luxembourg                   | Ingen separat televoting     |
| 1987                         | Jugoslavien                  | Ingen separat televoting     |
| 1988                         | Sverige                      | Ingen separat televoting     |
| 1989                         | Storbritannien               | Ingen separat televoting     |
| 1990                         | Frankrig                     | Ingen separat televoting     |
| 1991                         | Frankrig                     | Ingen separat televoting     |
| 1992                         | Italien                      | Ingen separat televoting     |
| 1993                         | Irland                       | Ingen separat televoting     |
| 1994                         | Irland                       | Ingen separat televoting     |
| 1995                         | Danmark                      | Ingen separat televoting     |
| 1996                         | Portugal                     | Ingen separat televoting     |
| 1997                         | Frankrig                     | Ingen separat televoting     |
| 1998                         | Malta                        | Ingen separat televoting     |
| 1999                         | Sverige                      | Ingen separat televoting     |
| 2000                         | Letland                      | Ingen separat televoting     |
| 2001                         | Danmark                      | Ingen separat televoting     |
| 2003                         | Island                       | Ingen separat televoting     |
| 2004                         | Sverige                      | Ingen separat televoting     |
| 2005                         | Danmark                      | Ingen separat televoting     |
| 2006                         | Finland                      | Ingen separat televoting     |
| 2007                         | Sverige                      | Ingen separat televoting     |
| 2008                         | Danmark                      | Ingen separat televoting     |
| 2009                         | Island                       | Ingen separat televoting     |
| 2010                         | Tyskland                     | Ingen separat televoting     |
| 2011                         | Finland                      | Ingen separat televoting     |
| 2012                         | Sverige                      | Ingen separat televoting     |
| 2013                         | Sverige                      | Ingen separat televoting     |
| 2014                         | Holland                      | Ingen separat televoting     |
| 2015                         | Sverige                      | Ingen separat televoting     |
| 2016                         | Italien                      | Litauen                      |
| 2017                         | Bulgarien                    | Portugal                     |
| 2018                         | Tyskland                     | Litauen                      |
| 2019                         | Tjekkiet                     | Sverige                      |
| 2021                         | Malta                        | Litauen                      |
| 2022                         | Grækenland                   | Ukraine                      |
| 2023                         | Finland                      | Finland                      |
| 2024                         | Schweiz                      | Kroatien                     |
| 2025                         | Østrig                       | Sverige                      |

### Flest point til og fra - alle lande
NB: Kun point givet i finalerne er talt med.
| Norge har givet point til | Norge har givet point til | Norge har givet point til |
| Placering                 | Land                      | Point                     |
| ------------------------- | ------------------------- | ------------------------- |
| 1                         | Sverige                   | 452                       |
| 2                         | Danmark                   | 221                       |
| 3                         | Frankrig                  | 202                       |
| 4                         | Storbritannien            | 182                       |
| 5                         | Irland                    | 174                       |
| 6                         | Finland                   | 160                       |
| 7                         | Schweiz                   | 159                       |
| 8                         | Israel                    | 153                       |
| 9                         | Holland                   | 148                       |
| 10                        | Italien                   | 135                       |
| 11                        | Island                    | 133                       |
| 12                        | Tyskland                  | 126                       |
| 13                        | Belgien                   | 97                        |
| 14                        | Spanien                   | 94                        |
| 15                        | Grækenland                | 85                        |
| 16                        | Portugal                  | 84                        |
| 17                        | Litauen                   | 80                        |
| 18                        | Østrig                    | 78                        |
| 19                        | Malta                     | 77                        |
| 20                        | Cypern                    | 67                        |
| 21                        | Ukraine                   | 63                        |
| 22                        | Luxembourg                | 61                        |
| 23                        | Estland                   | 54                        |
| =                         | Rusland                   | 54                        |
| 25                        | Polen                     | 53                        |
| 26                        | Bosnien-Hercegovina       | 52                        |
| 27                        | Tyrkiet                   | 50                        |
| 28                        | Australien                | 46                        |
| 29                        | Jugoslavien               | 42                        |
| =                         | Letland                   | 42                        |
| 31                        | Rumænien                  | 41                        |
| 32                        | Bulgarien                 | 39                        |
| =                         | Kroatien                  | 39                        |
| 34                        | Serbien                   | 35                        |
| 35                        | Monaco                    | 32                        |
| 36                        | Aserbajdsjan              | 26                        |
| 37                        | Moldova                   | 24                        |
| =                         | Ungarn                    | 24                        |
| 39                        | Tjekkiet                  | 20                        |
| 40                        | Armenien                  | 11                        |
| 41                        | Nordmakedonien            | 10                        |
| 42                        | Slovenien                 | 7                         |
| 43                        | Serbien og Montenegro     | 6                         |
| 44                        | Albanien                  | 3                         |
| 45                        | Georgien                  | 2                         |
| 46                        | Andorra                   | 0                         |
| =                         | Hviderusland              | 0                         |
| =                         | Marokko                   | 0                         |
| =                         | Montenegro                | 0                         |
| =                         | San Marino                | 0                         |
| =                         | Slovakiet                 | 0                         |

| Norge har modtaget point fra | Norge har modtaget point fra | Norge har modtaget point fra |
| Placering                    | Land                         | Point                        |
| ---------------------------- | ---------------------------- | ---------------------------- |
| 1                            | Sverige                      | 271                          |
| 2                            | Danmark                      | 209                          |
| 3                            | Island                       | 196                          |
| 4                            | Irland                       | 180                          |
| 5                            | Finland                      | 167                          |
| 6                            | Tyskland                     | 162                          |
| 7                            | Belgien                      | 157                          |
| 8                            | Holland                      | 153                          |
| 9                            | Storbritannien               | 141                          |
| 10                           | Israel                       | 123                          |
| 11                           | Estland                      | 116                          |
| 12                           | Schweiz                      | 114                          |
| 13                           | Portugal                     | 108                          |
| 14                           | Italien                      | 101                          |
| 15                           | Polen                        | 96                           |
| 16                           | Spanien                      | 95                           |
| 17                           | Malta                        | 94                           |
| 18                           | Letland                      | 92                           |
| 19                           | Slovenien                    | 90                           |
| 20                           | Østrig                       | 86                           |
| 21                           | Cypern                       | 84                           |
| 22                           | Frankrig                     | 80                           |
| 23                           | Grækenland                   | 77                           |
| 24                           | Litauen                      | 76                           |
| 25                           | Hviderusland                 | 70                           |
| =                            | Rusland                      | 70                           |
| 27                           | Kroatien                     | 66                           |
| 28                           | Ukraine                      | 61                           |
| =                            | Ungarn                       | 61                           |
| 30                           | Tyrkiet                      | 51                           |
| 31                           | Armenien                     | 50                           |
| =                            | Moldova                      | 50                           |
| =                            | Serbien                      | 50                           |
| 34                           | Luxembourg                   | 49                           |
| 35                           | Aserbajdsjan                 | 45                           |
| 36                           | Rumænien                     | 43                           |
| 37                           | San Marino                   | 40                           |
| 38                           | Australien                   | 34                           |
| =                            | Tjekkiet                     | 34                           |
| 40                           | Bosnien-Hercegovina          | 32                           |
| 41                           | Albanien                     | 31                           |
| 42                           | Georgien                     | 28                           |
| 43                           | Jugoslavien                  | 27                           |
| =                            | Monaco                       | 27                           |
| 45                           | Nordmakedonien               | 25                           |
| 46                           | Montenegro                   | 23                           |
| 47                           | Andorra                      | 13                           |
| =                            | Slovakiet                    | 13                           |
| 49                           | Bulgarien                    | 8                            |
| 50                           | Marokko                      | 4                            |
| 51                           | Serbien og Montenegro        | 2                            |

## Vært
| År   | By     | Scene         | Værter                                       |
| ---- | ------ | ------------- | -------------------------------------------- |
| 1986 | Bergen | Grieghallen   | Åse Kleveland                                |
| 1996 | Oslo   | Oslo Spektrum | Morten Harket & Ingvild Bryn                 |
| 2010 | Oslo   | Telenor Arena | Erik Solbakken, Haddy N'jie & Nadia Hasnaoui |

## Kommentatorer og jurytalsmænd
| År   | Kommentator                   | Jurytalsmand               |
| ---- | ----------------------------- | -------------------------- |
| 1960 | Erik Diesen                   | Kari Borg Mannsåker        |
| 1961 | Leif Rustad                   | Mette Janson               |
| 1962 | Odd Grythe                    | Kari Borg Mannsåker        |
| 1963 | Øivind Johnsen                | Roald Øyen                 |
| 1964 | Odd Grythe                    | Sverre Christophersen      |
| 1965 | Erik Diesen                   | Sverre Christophersen      |
| 1966 | Sverre Christophersen         | Erik Diesen                |
| 1967 | Erik Diesen                   | Sverre Christophersen      |
| 1968 | Roald Øyen                    | Sverre Christophersen      |
| 1969 | Sverre Christophersen         | Janka Polanyi              |
| 1970 | Ingen kommentator             | Deltog ikke                |
| 1971 | Sverre Christophersen         | Ingen jurytalsmand         |
| 1972 | Roald Øyen                    | Ingen jurytalsmand         |
| 1973 | John Andreassen               | Ingen jurytalsmand         |
| 1974 | John Andreassen               | Sverre Christophersen      |
| 1975 | John Andreassen               | Sverre Christophersen      |
| 1976 | Jo Vestly                     | Sverre Christophersen      |
| 1977 | John Andreassen               | Sverre Christophersen      |
| 1978 | Bjørn Scheele                 | Egil Teige                 |
| 1979 | Egil Teige                    | Sverre Christophersen      |
| 1980 | Knut Aunbu                    | Roald Øyen                 |
| 1981 | Knut Aunbu                    | Sverre Christophersen      |
| 1982 | Bjørn Scheele                 | Erik Diesen                |
| 1983 | Ivar Dyrhaug                  | Erik Diesen                |
| 1984 | Roald Øyen                    | Egil Teige                 |
| 1985 | Veslemøy Kjendsli             | Erik Diesen                |
| 1986 | Knut Bjørnsen                 | Nina Matheson              |
| 1987 | John Andreassen & Tor Paulsen | Sverre Christophersen      |
| 1988 | John Andreassen               | Andreas Diesen             |
| 1989 | John Andreassen               | Sverre Christophersen      |
| 1990 | Leif Erik Forberg             | Sverre Christophersen      |
| 1991 | John Andreassen & Jahn Teigen | Sverre Christophersen      |
| 1992 | John Andreassen               | Sverre Christophersen      |
| 1993 | Leif Erik Forberg             | Sverre Christophersen      |
| 1994 | Jostein Pedersen              | Sverre Christophersen      |
| 1995 | Annette Groth                 | Sverre Christophersen      |
| 1996 | Jostein Pedersen              | Ragnhild Sælthun Fjørtoft  |
| 1997 | Jostein Pedersen              | Ragnhild Sælthun Fjørtoft  |
| 1998 | Jostein Pedersen              | Ragnhild Sælthun Fjørtoft  |
| 1999 | Jostein Pedersen              | Ragnhild Sælthun Fjørtoft  |
| 2000 | Jostein Pedersen              | Marit Åslein               |
| 2001 | Jostein Pedersen              | Roald Øyen                 |
| 2002 | Jostein Pedersen              | Deltog ikke                |
| 2003 | Jostein Pedersen              | Roald Øyen                 |
| 2004 | Jostein Pedersen              | Ingvild Helljesen          |
| 2005 | Jostein Pedersen              | Ingvild Helljesen          |
| 2006 | Jostein Pedersen              | Ingvild Helljesen          |
| 2007 | Per Sundnes                   | Synnøve Svabø              |
| 2008 | Per Sundnes & Hanne Hoftun    | Stian Barsnes-Simonsen     |
| 2009 | Synnøve Svabø                 | Stian Barsnes-Simonsen     |
| 2010 | Olav Viksmo-Slettan           | Anne Rimmen                |
| 2011 | Olav Viksmo-Slettan           | Nadia Hasnaoui             |
| 2012 | Olav Viksmo-Slettan           | Nadia Hasnaoui             |
| 2013 | Olav Viksmo-Slettan           | Tooji                      |
| 2014 | Olav Viksmo-Slettan           | Margrethe Røed             |
| 2015 | Olav Viksmo-Slettan           | Margrethe Røed             |
| 2016 | Olav Viksmo-Slettan           | Elisabeth Andreassen       |
| 2017 | Olav Viksmo-Slettan           | Marcus & Martinus          |
| 2018 | Olav Viksmo-Slettan           | Aleksander Walmann & JOWST |
| 2019 | Olav Viksmo-Slettan           | Alexander Rybak            |
| 2021 | Marte Stokstad                | Silje Skjemstad Cruz       |
| 2022 | Marte Stokstad                | Tix                        |
| 2023 | Marte Stokstad                | Ben Adams                  |
| 2024 | Marte Stokstad                | Ingvild Helljesen          |
| 2025 | Marte Stokstad                | Tom Hugo                   |

## Galleri
- Guri Schanke i Helsinki (2007)
- Maria Haukaas Storeng i Beograd (2008)